# 女信長
『女信長』（おんなのぶなが）は、佐藤賢一の小説。織田信長の生涯を描いた作品であるが、実は信長は女であったという仮説の元につくり上げた戦国物語である。2005年に『毎日新聞』で連載され、2006年6月に単行本が刊行された。また、2009年に舞台化、2013年4月5日・4月6日にテレビドラマ化された。

## あらすじ
斉藤道三は娘の帰蝶を嫁がせた相手、織田信長と正徳寺で会談する。娘婿殿が噂通りの「うつけ」であるならば、尾張を奪い取る心づもりであった。信長が女であることを見抜いた道三は二人きりになると、信長の処女を奪った。その寝物語に信長は自分の境遇を語り始める。
側室の子に家督を奪われまいとした母の土田御前によって息子として育てられたこと。弟の信行が生まれてからも、父・信秀は信長のことを気に入って跡継ぎのままにしたこと。そして、戦乱の世を終わらすつもりだと宣言した。男たちは戦いがしたいがために、戦いを終わらせようとしないと。また信長は武将個人の能力よりも、鉄砲や長槍による集団戦の優位性を説き、道三は信秀同様に信長を理解すると共に、後援者となることを約束した。
信長は勢力を広げ、やがて浅井長政と同盟を結ぶ。信長は長政の器と身体に惚れ込み、いずれは長政に天下を任せてもよいと思うようになっていった。
その頃、織田家家臣の中から羽柴秀吉と明智光秀が頭角を現しはじめる。南蛮流の戦法や考え方を身につけ才気あふれる光秀に興味を抱いた信長は、いとこである帰蝶と光秀が出会う場に帰蝶の侍女・お長として同席し光秀の腹の内を探る。光秀は、正しく信長の考えを読んでおり、さらにはその先まで読んでいた。光秀は浅井と朝倉が結んで織田に反旗を掲げることを恐れるが、長政の愛を信じる信長には考えられないことだった。
長政の愛を盲信する信長は朝倉攻めを行うが、長政は思うように手柄が立てられないことに焦り、また女である信長の手のひらの上で動かされている屈辱のため、光秀の読み通りに朝倉と組んで信長に反旗を翻した。
時は流れ、安土城が完成した際に、信長から光秀に自分がお長であったことを打ち明け、信長が築いた天下を光秀に譲るよう告げた。それに対して、光秀が選んだ答えは……本能寺の変であった。
さらに時は流れ、天下を統一した徳川家康の下を南光坊天海が訪れ、連れ合いの死を語るとともに、家康が信長を裏切ることのなかった理由を語り合う。

## 主な登場人物
織田信長
この物語の主人公。女である時の名は、「お長（ちょう）」
父信秀の命により、女でありながら嫡男として育ち、家督を継いだ。
明智光秀
自由奔放な発想を持ち、独自に南蛮文化を勉強している。
信長を深く愛し、表舞台に出ることなく一途に信長を支え、信長の知将となって裏から天下を動かしていく。
帰蝶付きの女官・お長と関係を持つが、それが信長だったとは打ち明けられるまで気づかなかった。
柴田勝家
織田家の後継者争いで最初は反・信長の陣営にいたが、お長（信長）の美貌と身体を使った説得により、信長に対する絶対的な忠誠を誓うようになる。
浅井長政
信長の若い恋人。信長が初めて自分から惚れた男であり、信長は長政との荒々しい性の快楽に溺れてゆく。
信長は愛する長政を引き立てようとするが、長政のほうは信長を女と知ると見下し、政略的に利用していただけだった。
浅井家滅亡後に頭蓋骨を薄濃にしたのも、愛を裏切られた故のこととされている。
帰蝶（御濃）
斉藤道三の娘。信長の嫁となるも、信長が女であると知った後も、孤独な信長と強い絆をもち、良き親友になる。
御市
信長の妹。戦国一の美女と賞され、さらに聡明だったとも伝えられる。
斉藤道三
娘・帰蝶を嫁がせた信長の器量を図るために行われた信長との会談の折りに、信長の処女を奪う。寝物語に非力な女であるゆえに信長が長い槍や鉄砲の配備を進めていたことを知り、信長のことを見込んだ。
徳川家康
信長の盟友。終章「徳川家康公、和泉の堺にて信長公御生害の由承り」に登場。
家康がけっして信長を裏切らなかったのは、尾張での人質時代に信長が女性であることを知って初恋におち、そのために織田家との同盟を頑なに護ったためである……と語る。

## 書籍情報
- 『女信長』 毎日新聞社 2006年6月 ISBN 4620107026
- 『女信長』 新潮社文庫 2012年10月 ISBN 9784101125336
毎日新聞社版に加筆修正が加えられている。解説は井家上隆幸。

## 舞台
2009年6月5日から6月21日まで東京の青山劇場、2009年6月26日から6月28日まで大阪のシアターBRAVA!で公演された。

### キャスト（舞台）
- 織田信長：黒木メイサ
- 明智光秀：中川晃教
- 浅井長政：河合龍之介
- 木下藤吉郎：TETSU（Bugs Under Groove）
- 柴田勝家：市瀬秀和
- 林佐渡：黒川恭佑
- 今川義元：細貝圭
- 丹羽長秀：真島公平
- ルイス・フロイス：篠田光亮
- 徳川家康：山崎銀之丞
- 御市：松山メアリ
- 前田犬千代：篠山輝信
- 簗田政綱：鯨井康介
- 足利義昭：松本有樹純
- 遠山景任：久保田創
- 織田信行：平田裕一郎
- 中根正照：塚田知紀
- 菅沼定盈：中川浩行
- 森蘭丸：木村智早
- お香：香子
- 服部半蔵：清家利一
- 帰蝶（御濃）：有森也実
- 斉藤道三：石田純一

### スタッフ（舞台）
- 原作：佐藤賢一
- 構成・演出：岡村俊一
- 脚本：渡辺和徳

## テレビドラマ
フジテレビ系列にて2013年4月5日21:00 - 23:12、4月6日21:00 - 23:30（放送時間はいずれもJST）の2夜連続のスペシャルドラマとして放送された。
製作発表当初は2012年12月に放送予定とされたが、公式サイトで2013年春に延期と発表された。その後、4月5日・4月6日の放送が決定した。また、2013年3月27日の制作発表会見では世界70か国以上に配信されることも発表された。
放送時の平均視聴率は4月5日が8.9%、4月6日が8.7%であり、当初目標とされた視聴率20%を大きく下回った。
映像ソフトの販売は2013年、ポニーキャニオンからディレクターズカット版2枚組がリリースされた。

### キャスト（テレビドラマ）
- 織田信長 / 御長（おちょう） - 天海祐希（幼年期：荒川ちか）
- 明智光秀 - 内野聖陽
- 御濃（ナレーター兼任） - 小雪
- 羽柴秀吉 - 伊勢谷友介
- 御市 - 長澤まさみ
- 浅井長政 - 玉山鉄二
- 足利義昭 - 佐藤二朗
- 明智秀満 - 鈴木一真
- 織田信行 - 賀来賢人
- 徳川信康 - 満島真之介
- 蜂須賀小六 - 金井勇太
- 丹羽長秀 - 勝矢
- 前田利家 - 虎牙光揮
- 滝川一益 - 北村昭博
- 浅井久政 - 山路和弘
- 朝倉義景 - 山下真司
- 今川義元 - 三谷幸喜
- 今川の武将 - 福本清三[5]
- 毛利輝元 - 吹越満[6]
- 武田信玄 - 竹内力
- 上杉謙信 - 山口祥行
- 平手政秀 - 平泉成
- 延暦寺の女 - 名取裕子
- 森蘭丸 - 竜星涼
- バテレン宣教師 - ロイック・ガルニエ
- 土田御前 - 高畑淳子
- 柴田勝家 - 中村獅童
- 徳川家康 - 藤木直人（幼年期：竹千代 - 鈴木福）
- 服部半蔵 - 佐藤浩市
- 織田信秀 - 西田敏行
- その他 - 梅沢昌代、波岡一喜、柳沢超、夏原遼、峰蘭太郎、本山力ほか

### スタッフ（テレビドラマ）
- 原作 - 佐藤賢一「女信長」
- 脚本 - 橋本裕志
- 演出 - 武内英樹
- プロデュース - 村瀬健、手塚治（東映）、妹尾啓太（東映）
- 音楽・指揮 - 久石譲
- 演奏 - 東京ニューシティ管弦楽団
- 撮影 - 江原祥二、船橋正成
- 照明 - 沢田敏夫
- 録音 - 日比和久
- DIP - 阿部友幸
- 編集 - 松尾浩
- ライン編集 - 長澤亮祐
- ミュージックエディター - 小西善行
- サウンドエディター - 伊東晃
- MA - 深井康之
- 美術 - 吉田孝、辻野大
- 装置 - 岡田実
- 建具 - 中島英來
- 装飾 - 極並浩史
- 持道具 - 上田耕治
- 衣装 - 上田義宏
- 結髪 - 広瀬紀代美
- 美粧 - 山下みどり、林智子
- かつら - 山崎かつら
- 特殊メイク - 江川悦子
- VFX・3DCG：東映アニメーション、フレームワークス・エンターテインメント、ドロイズ、D4A、ゼロシーセブン
VFXスーパーバイザー - 野口光一
VFXディレクター - 鎌田匡晃
VFXプロデューサー - 氷見武士
- 所作指導 - 峰蘭太郎、まつむら眞弓
- 殺陣 - 清家三彦
- スタント - ジャパンアクションエンタープライズ、倉田プロモーション、タフ
火あぶりスタント - 稲田龍雄
- 題字 - 赤松陽構造
- ポスプロ協力 - 東映デジタルセンター、キュー・テック
- スタジオ - 東映京都撮影所、東映太秦映画村
- 制作協力 - 東映
- 制作著作 - フジテレビ